# Dana Kellogg
Dana William Kellogg, född 9 maj 2000, är en amerikansk rodelåkare.

## Karriär
Vid VM 2024 i Altenberg tog Kellogg silver tillsammans med Summer Britcher, Frank Ike, Tucker West, Chevonne Forgan och Sophia Kirkby i lagstafetten.